# Milano-Torino 2020
Milano-Torino 2020 var den 101. udgave af cykelløbet Milano-Torino. Løbet var en del af UCI ProSeries-kalenderen og blev kørt 5. august 2020. Det blev vundet af den franske rytter Arnaud Démare.

## Hold og ryttere
| UCI WorldTeams (14)- AG2R La Mondiale - Astana - Bora-Hansgrohe - CCC Team - Deceuninck-Quick Step - Groupama-FDJ - Israel Start-Up Nation - Lotto Soudal - Mitchelton-Scott - Movistar Team - Ineos - Jumbo-Visma - Trek-Segafredo - UAE Team Emirates UCI ProTeams (7)- Alpecin-Fenix - Androni Giocattoli-Sidermec - Bardiani CSF Faizanè - Circus-Wanty Gobert - Gazprom-RusVelo - Arkéa-Samsic - Vini Zabù-KTM Landshold- Italien |
| |

### Danske ryttere
- Michael Mørkøv kørte for Deceuninck-Quick Step
- Mikkel Frølich Honoré kørte for Deceuninck-Quick Step
- Mathias Norsgaard kørte for Movistar Team

## Resultater
| \| Samlede stilling \| Samlede stilling \| Samlede stilling \| Samlede stilling \| Samlede stilling \| \| Rytter \| Rytter \| Hold \| Tid \| \| \| ---------------- \| ---------------- \| --------------------------- \| ---------------- \| ---------------- \| \| 1. \| Arnaud Démare \| Groupama-FDJ \| 4t 18' 57" \| \| \| 2. \| Caleb Ewan \| Lotto-Soudal \| + 0" \| \| \| 3. \| Wout van Aert \| Jumbo-Visma \| + 0" \| \| \| 4. \| Peter Sagan \| Bora-Hansgrohe \| + 0" \| \| \| 5. \| Danny van Poppel \| Circus-Wanty Gobert \| + 0" \| \| \| 6. \| Nacer Bouhanni \| Arkéa-Samsic \| + 0" \| \| \| 7. \| Fernando Gaviria \| UAE Team Emirates \| + 0" \| \| \| 8. \| Manuel Belletti \| Androni Giocattoli-Sidermec \| + 0" \| \| \| 9. \| Dion Smith \| Mitchelton-Scott \| + 0" \| \| \| 10. \| Ben Swift \| Team Ineos \| + 0" \| \| |                  |                             |            |
| |                  |                             |            |
| Kilde: ProCyclingStats |                  |                             |            |
| Samlede stilling |                  |                             |            |
| Rytter | Rytter           | Hold                        | Tid        |
| 1. | Arnaud Démare    | Groupama-FDJ                | 4t 18' 57" |
| 2. | Caleb Ewan       | Lotto-Soudal                | + 0"       |
| 3. | Wout van Aert    | Jumbo-Visma                 | + 0"       |
| 4. | Peter Sagan      | Bora-Hansgrohe              | + 0"       |
| 5. | Danny van Poppel | Circus-Wanty Gobert         | + 0"       |
| 6. | Nacer Bouhanni   | Arkéa-Samsic                | + 0"       |
| 7. | Fernando Gaviria | UAE Team Emirates           | + 0"       |
| 8. | Manuel Belletti  | Androni Giocattoli-Sidermec | + 0"       |
| 9. | Dion Smith       | Mitchelton-Scott            | + 0"       |
| 10. | Ben Swift        | Team Ineos                  | + 0"       |

## Startliste
| Bardiani CSF Faizanè BCF | Bardiani CSF Faizanè BCF | Bardiani CSF Faizanè BCF |
| ------------------------ | ------------------------ | ------------------------ |
| Nr.                      | Rytter                   | Placering                |
|                          | Daniel Savini (ITA)      | 71.                      |

| CCC Team CCC | CCC Team CCC     | CCC Team CCC |
| ------------ | ---------------- | ------------ |
| Nr.          | Rytter           | Placering    |
|              | Jonas Koch (GER) | 60.          |

| Team Ineos INS | Team Ineos INS         | Team Ineos INS |
| -------------- | ---------------------- | -------------- |
| Nr.            | Rytter                 | Placering      |
|                | Salvatore Puccio (ITA) | 38.            |
|                | Ben Swift (GBR)        | 10.            |

| Movistar Team MOV | Movistar Team MOV  | Movistar Team MOV |
| ----------------- | ------------------ | ----------------- |
| Nr.               | Rytter             | Placering         |
|                   | Johan Jacobs (SUI) | 113.              |

| Mitchelton-Scott MTS | Mitchelton-Scott MTS  | Mitchelton-Scott MTS |
| -------------------- | --------------------- | -------------------- |
| Nr.                  | Rytter                | Placering            |
|                      | Robert Stannard (AUS) | 132.                 |

| Arkéa-Samsic ARK | Arkéa-Samsic ARK     | Arkéa-Samsic ARK |
| ---------------- | -------------------- | ---------------- |
| Nr.              | Rytter               | Placering        |
| 1                | Nacer Bouhanni (FRA) | 6.               |
| 2                | Thomas Boudat (FRA)  | 120.             |
| 3                | Romain Le Roux (FRA) | 133.             |
| 4                | Daniel McLay (GBR)   | 118.             |
| 5                | Laurent Pichon (FRA) | 119.             |
| 6                | Clément Russo (FRA)  | 115.             |
| 7                | Florian Vachon (FRA) | 116.             |

| AG2R La Mondiale ALM | AG2R La Mondiale ALM    | AG2R La Mondiale ALM |
| -------------------- | ----------------------- | -------------------- |
| Nr.                  | Rytter                  | Placering            |
| 11                   | Oliver Naesen (BEL)     | 15.                  |
| 12                   | Julien Duval (FRA)      | 35.                  |
| 14                   | Lawrence Naesen (BEL)   | 12.                  |
| 15                   | Stijn Vandenbergh (BEL) | 69.                  |
| 16                   | Andrea Vendrame (ITA)   | 11.                  |
| 17                   | Larry Warbasse (USA)    | 83.                  |

| Alpecin-Fenix AFC | Alpecin-Fenix AFC          | Alpecin-Fenix AFC |
| ----------------- | -------------------------- | ----------------- |
| Nr.               | Rytter                     | Placering         |
| 21                | Mathieu van der Poel (NED) | 13.               |
| 22                | Dries De Bondt (BEL)       | 43.               |
| 23                | Senne Leysen (BEL)         | 62.               |
| 24                | Sacha Modolo (ITA)         | 44.               |
| 25                | Kristian Sbaragli (ITA)    | 20.               |
| 26                | Scott Thwaites (GBR)       | 114.              |
| 27                | Louis Vervaeke (BEL)       | 100.              |

| Androni Giocattoli-Sidermec ANS | Androni Giocattoli-Sidermec ANS | Androni Giocattoli-Sidermec ANS |
| ------------------------------- | ------------------------------- | ------------------------------- |
| Nr.                             | Rytter                          | Placering                       |
| 31                              | Manuel Belletti (ITA)           | 8.                              |
| 32                              | Nicola Bagioli (ITA)            | 52.                             |
| 33                              | Francesco Gavazzi (ITA)         | 125.                            |
| 34                              | Luca Pacioni (ITA)              | 143.                            |
| 35                              | Jhonatan Restrepo (COL)         | 59.                             |
| 36                              | Nicola Venchiarutti (ITA)       | 51.                             |
| 37                              | Mattia Viel (ITA)               | 124.                            |

| Astana AST | Astana AST               | Astana AST |
| ---------- | ------------------------ | ---------- |
| Nr.        | Rytter                   | Placering  |
| 41         | Gorka Izagirre (ESP)     | 94.        |
| 42         | Alex Aranburu (ESP)      | 91.        |
| 43         | Zjandos Bizjigitov (KAZ) | 80.        |
| 44         | Manuele Boaro (ITA)      | 95.        |
| 45         | Fabio Felline (ITA)      |            |
| 46         | Daniil Fominykh (KAZ)    | 63.        |
| 47         | Davide Martinelli (ITA)  | 93.        |

| Bardiani CSF Faizanè BCF | Bardiani CSF Faizanè BCF  | Bardiani CSF Faizanè BCF |
| ------------------------ | ------------------------- | ------------------------ |
| Nr.                      | Rytter                    | Placering                |
| 51                       | Nicolas Dalla Valle (ITA) | 76.                      |
| 52                       | Iuri Filosi (ITA)         | 34.                      |
| 53                       | Filippo Fiorelli (ITA)    |                          |
| 54                       | Fabio Mazzucco (ITA)      | 139.                     |
| 55                       | Matteo Pelucchi (ITA)     | DNF                      |
| 56                       | Alessandro Pessot (ITA)   | 126.                     |
| 57                       | Alessandro Tonelli (ITA)  | 97.                      |

| Bora-Hansgrohe BOH | Bora-Hansgrohe BOH        | Bora-Hansgrohe BOH |
| ------------------ | ------------------------- | ------------------ |
| Nr.                | Rytter                    | Placering          |
| 61                 | Peter Sagan (SVK)         | 4.                 |
| 62                 | Cesare Benedetti (ITA)    | 117.               |
| 63                 | Marcus Burghardt (GER)    | 123.               |
| 64                 | Oscar Gatto (ITA)         | 122.               |
| 65                 | Gregor Mühlberger (AUT)   | 64.                |
| 66                 | Daniel Oss (ITA)          | 29.                |
| 67                 | Andreas Schillinger (GER) | 73.                |

| CCC Team CCC | CCC Team CCC               | CCC Team CCC |
| ------------ | -------------------------- | ------------ |
| Nr.          | Rytter                     | Placering    |
| 71           | Jakub Mareczko (ITA)       | 110.         |
| 72           | Alessandro De Marchi (ITA) | 121.         |
| 73           | Pavel Kotjetkov (RUS)      | 104.         |
| 74           | Michael Schär (SUI)        |              |
| 75           | Gijs Van Hoecke (BEL)      | 136.         |
| 76           | Nathan Van Hooydonck (BEL) | 55.          |
| 77           | Francisco Ventoso (ESP)    | 84.          |

| Circus-Wanty Gobert CWG | Circus-Wanty Gobert CWG    | Circus-Wanty Gobert CWG |
| ----------------------- | -------------------------- | ----------------------- |
| Nr.                     | Rytter                     | Placering               |
| 81                      | Danny van Poppel (NED)     | 5.                      |
| 82                      | Jan Bakelants (BEL)        | 130.                    |
| 83                      | Alfdan De Decker (BEL)     | 107.                    |
| 84                      | Jasper De Plus (BEL)       | 101.                    |
| 85                      | Timothy Dupont (BEL)       | 142.                    |
| 86                      | Boy van Poppel (NED)       | 31.                     |
| 87                      | Pieter Vanspeybrouck (BEL) | 18.                     |

| Deceuninck-Quick Step DQT | Deceuninck-Quick Step DQT       | Deceuninck-Quick Step DQT |
| ------------------------- | ------------------------------- | ------------------------- |
| Nr.                       | Rytter                          | Placering                 |
| 91                        | Sam Bennett (IRL)               | 19.                       |
| 92                        | Shane Archbold (NZL) (landevej) | 45.                       |
| 93                        | Tim Declercq (BEL)              | 92.                       |
| 94                        | Ian Garrison (USA)              | 88.                       |
| 95                        | Mikkel Honoré (DEN)             | 22.                       |
| 96                        | Yves Lampaert (BEL)             | DNF                       |
| 97                        | Michael Mørkøv (DEN) (landevej) | 78.                       |

| Gazprom-RusVelo GAZ | Gazprom-RusVelo GAZ   | Gazprom-RusVelo GAZ |
| ------------------- | --------------------- | ------------------- |
| Nr.                 | Rytter                | Placering           |
| 101                 | Igor Bojev (RUS)      | 141.                |
| 102                 | Marco Canola (ITA)    | 106.                |
| 103                 | Damiano Cima (ITA)    | 54.                 |
| 104                 | Imerio Cima (ITA)     | 81.                 |
| 105                 | Stepan Kurianov (RUS) | 66.                 |
| 106                 | Anton Kuzmin (KAZ)    | DNS                 |
| 107                 | Simone Velasco (ITA)  | 105.                |

| Groupama-FDJ GFC | Groupama-FDJ GFC          | Groupama-FDJ GFC |
| ---------------- | ------------------------- | ---------------- |
| Nr.              | Rytter                    | Placering        |
| 111              | Arnaud Démare (FRA)       | 1.               |
| 112              | Clément Davy (FRA)        | 146.             |
| 113              | Kevin Geniets (LUX)       | 137.             |
| 114              | Jacopo Guarnieri (ITA)    | 23.              |
| 115              | Ignatas Konovalovas (LTU) | 138.             |
| 116              | Miles Scotson (AUS)       | 40.              |
| 117              | Ramon Sinkeldam (NED)     | 30.              |

| Israel Start-Up Nation ISN | Israel Start-Up Nation ISN | Israel Start-Up Nation ISN |
| -------------------------- | -------------------------- | -------------------------- |
| Nr.                        | Rytter                     | Placering                  |
| 121                        | Guillaume Boivin (CAN)     | 140.                       |
| 122                        | Davide Cimolai (ITA)       | 14.                        |
| 123                        | Alex Dowsett (GBR)         | 61.                        |
| 124                        | Omer Goldstein (ISR)       | 90.                        |
| 125                        | Reto Hollenstein (SUI)     | 36.                        |
| 126                        | Guy Sagiv (ISR) (landevej) |                            |
| 127                        | Rick Zabel (GER)           | 27.                        |

| Lotto-Soudal LTS | Lotto-Soudal LTS         | Lotto-Soudal LTS |
| ---------------- | ------------------------ | ---------------- |
| Nr.              | Rytter                   | Placering        |
| 131              | Caleb Ewan (AUS)         | 2.               |
| 132              | Jasper De Buyst (BEL)    | 41.              |
| 133              | Frederik Frison (BEL)    | 135.             |
| 134              | Philippe Gilbert (BEL)   | 72.              |
| 135              | Florian Vermeersch (BEL) | 112.             |
| 136              | Nikolas Maes (BEL)       | 79.              |
| 137              | Tosh Van der Sande (BEL) | 49.              |

| Mitchelton-Scott MTS | Mitchelton-Scott MTS           | Mitchelton-Scott MTS |
| -------------------- | ------------------------------ | -------------------- |
| Nr.                  | Rytter                         | Placering            |
| 141                  | Michael Albasini (SUI)         | 86.                  |
| 142                  | Alexander Edmondson (AUS)      | 131.                 |
| 143                  | Tsgabu Grmay (ETH)             | 67.                  |
| 144                  | Alexander Konysjev (ITA)       | 17.                  |
| 145                  | Cameron Meyer (AUS) (landevej) | 89.                  |
| 147                  | Dion Smith (NZL)               | 9.                   |

| Movistar Team MOV | Movistar Team MOV       | Movistar Team MOV |
| ----------------- | ----------------------- | ----------------- |
| Nr.               | Rytter                  | Placering         |
| 151               | Dario Cataldo (ITA)     | 77.               |
| 152               | Gabriel Cullaigh (GBR)  | 70.               |
| 153               | Juri Hollmann (GER)     | 57.               |
| 154               | Mathias Norsgaard (DEN) | 82.               |
| 155               | Einer Rubio (COL)       | 65.               |
| 156               | Eduardo Sepúlveda (ARG) |                   |
| 157               | Davide Villella (ITA)   | 129.              |

| Italien ITA | Italien ITA        | Italien ITA |
| ----------- | ------------------ | ----------- |
| Nr.         | Rytter             | Placering   |
| 161         | Giovanni Aleotti   | 58.         |
| 162         | Kevin Colleoni     | 75.         |
| 163         | Filippo Conca      | 56.         |
| 164         | Michele Gazzoli    | 37.         |
| 165         | Martin Marcellusi  | 21.         |
| 166         | Leonardo Marchiori | 39.         |
| 167         | Samuele Rivi       | 134.        |

| Team Ineos INS | Team Ineos INS            | Team Ineos INS |
| -------------- | ------------------------- | -------------- |
| Nr.            | Rytter                    | Placering      |
| 171            | Leonardo Basso (ITA)      | 47.            |
| 172            | Filippo Ganna (ITA)       | 25.            |
| 173            | Ethan Hayter (GBR)        | 144.           |
| 174            | Christian Knees (GER)     | 33.            |
| 175            | Christopher Lawless (GBR) |                |
| 176            | Gianni Moscon (ITA)       |                |
| 177            | Jhonatan Narváez (ECU)    | 74.            |

| Jumbo-Visma TJV | Jumbo-Visma TJV                        | Jumbo-Visma TJV |
| --------------- | -------------------------------------- | --------------- |
| Nr.             | Rytter                                 | Placering       |
| 181             | Wout van Aert (BEL)                    | 3.              |
| 182             | Amund Grøndahl Jansen (NOR) (landevej) | 48.             |
| 183             | Bert-Jan Lindeman (NED)                | 109.            |
| 184             | Paul Martens (GER)                     | 108.            |
| 185             | Timo Roosen (NED)                      | 42.             |
| 186             | Antwan Tolhoek (NED)                   | 128.            |

| Trek-Segafredo TFS | Trek-Segafredo TFS       | Trek-Segafredo TFS |
| ------------------ | ------------------------ | ------------------ |
| Nr.                | Rytter                   | Placering          |
| 191                | Matteo Moschetti (ITA)   | 102.               |
| 192                | Gianluca Brambilla (ITA) | 99.                |
| 193                | Nicola Conci (ITA)       | 111.               |
| 194                | Koen de Kort (NED)       | 98.                |
| 195                | Jacopo Mosca (ITA)       | 24.                |
| 196                | Antonio Nibali (ITA)     | 103.               |
| 197                | Vincenzo Nibali (ITA)    | 26.                |

| UAE Team Emirates UAD | UAE Team Emirates UAD                | UAE Team Emirates UAD |
| --------------------- | ------------------------------------ | --------------------- |
| Nr.                   | Rytter                               | Placering             |
| 201                   | Fernando Gaviria (COL)               | 7.                    |
| 202                   | Tom Bohli (SUI)                      | 145.                  |
| 203                   | Sven Erik Bystrøm (NOR)              |                       |
| 204                   | Alexander Kristoff (NOR)             | 68.                   |
| 205                   | Marco Marcato (ITA)                  | 32.                   |
| 206                   | Maximiliano Richeze (ARG) (landevej) | 28.                   |
| 207                   | Oliviero Troia (ITA)                 | 46.                   |

| Vini Zabù-KTM THR | Vini Zabù-KTM THR       | Vini Zabù-KTM THR |
| ----------------- | ----------------------- | ----------------- |
| Nr.               | Rytter                  | Placering         |
| 211               | Giovanni Visconti (ITA) | 53.               |
| 212               | Lorenzo Fortunato (ITA) | 85.               |
| 213               | Marco Frapporti (ITA)   | 50.               |
| 214               | Andrea Garosio (ITA)    | 96.               |
| 215               | Alessandro Iacchi (ITA) | 87.               |
| 216               | Umberto Marengo (ITA)   | 16.               |
| 217               | Lorenzo Rota (ITA)      | 127.              |

| Bardiani CSF Faizanè BCF | Bardiani CSF Faizanè BCF | Bardiani CSF Faizanè BCF |
| ------------------------ | ------------------------ | ------------------------ |
| Nr.                      | Rytter                   | Placering                |
|                          | Daniel Savini (ITA)      | 71.                      |

| CCC Team CCC | CCC Team CCC     | CCC Team CCC |
| ------------ | ---------------- | ------------ |
| Nr.          | Rytter           | Placering    |
|              | Jonas Koch (GER) | 60.          |

| Team Ineos INS | Team Ineos INS         | Team Ineos INS |
| -------------- | ---------------------- | -------------- |
| Nr.            | Rytter                 | Placering      |
|                | Salvatore Puccio (ITA) | 38.            |
|                | Ben Swift (GBR)        | 10.            |

| Movistar Team MOV | Movistar Team MOV  | Movistar Team MOV |
| ----------------- | ------------------ | ----------------- |
| Nr.               | Rytter             | Placering         |
|                   | Johan Jacobs (SUI) | 113.              |

| Mitchelton-Scott MTS | Mitchelton-Scott MTS  | Mitchelton-Scott MTS |
| -------------------- | --------------------- | -------------------- |
| Nr.                  | Rytter                | Placering            |
|                      | Robert Stannard (AUS) | 132.                 |

| Arkéa-Samsic ARK | Arkéa-Samsic ARK     | Arkéa-Samsic ARK |
| ---------------- | -------------------- | ---------------- |
| Nr.              | Rytter               | Placering        |
| 1                | Nacer Bouhanni (FRA) | 6.               |
| 2                | Thomas Boudat (FRA)  | 120.             |
| 3                | Romain Le Roux (FRA) | 133.             |
| 4                | Daniel McLay (GBR)   | 118.             |
| 5                | Laurent Pichon (FRA) | 119.             |
| 6                | Clément Russo (FRA)  | 115.             |
| 7                | Florian Vachon (FRA) | 116.             |

| AG2R La Mondiale ALM | AG2R La Mondiale ALM    | AG2R La Mondiale ALM |
| -------------------- | ----------------------- | -------------------- |
| Nr.                  | Rytter                  | Placering            |
| 11                   | Oliver Naesen (BEL)     | 15.                  |
| 12                   | Julien Duval (FRA)      | 35.                  |
| 14                   | Lawrence Naesen (BEL)   | 12.                  |
| 15                   | Stijn Vandenbergh (BEL) | 69.                  |
| 16                   | Andrea Vendrame (ITA)   | 11.                  |
| 17                   | Larry Warbasse (USA)    | 83.                  |

| Alpecin-Fenix AFC | Alpecin-Fenix AFC          | Alpecin-Fenix AFC |
| ----------------- | -------------------------- | ----------------- |
| Nr.               | Rytter                     | Placering         |
| 21                | Mathieu van der Poel (NED) | 13.               |
| 22                | Dries De Bondt (BEL)       | 43.               |
| 23                | Senne Leysen (BEL)         | 62.               |
| 24                | Sacha Modolo (ITA)         | 44.               |
| 25                | Kristian Sbaragli (ITA)    | 20.               |
| 26                | Scott Thwaites (GBR)       | 114.              |
| 27                | Louis Vervaeke (BEL)       | 100.              |

| Androni Giocattoli-Sidermec ANS | Androni Giocattoli-Sidermec ANS | Androni Giocattoli-Sidermec ANS |
| ------------------------------- | ------------------------------- | ------------------------------- |
| Nr.                             | Rytter                          | Placering                       |
| 31                              | Manuel Belletti (ITA)           | 8.                              |
| 32                              | Nicola Bagioli (ITA)            | 52.                             |
| 33                              | Francesco Gavazzi (ITA)         | 125.                            |
| 34                              | Luca Pacioni (ITA)              | 143.                            |
| 35                              | Jhonatan Restrepo (COL)         | 59.                             |
| 36                              | Nicola Venchiarutti (ITA)       | 51.                             |
| 37                              | Mattia Viel (ITA)               | 124.                            |

| Astana AST | Astana AST               | Astana AST |
| ---------- | ------------------------ | ---------- |
| Nr.        | Rytter                   | Placering  |
| 41         | Gorka Izagirre (ESP)     | 94.        |
| 42         | Alex Aranburu (ESP)      | 91.        |
| 43         | Zjandos Bizjigitov (KAZ) | 80.        |
| 44         | Manuele Boaro (ITA)      | 95.        |
| 45         | Fabio Felline (ITA)      |            |
| 46         | Daniil Fominykh (KAZ)    | 63.        |
| 47         | Davide Martinelli (ITA)  | 93.        |

| Bardiani CSF Faizanè BCF | Bardiani CSF Faizanè BCF  | Bardiani CSF Faizanè BCF |
| ------------------------ | ------------------------- | ------------------------ |
| Nr.                      | Rytter                    | Placering                |
| 51                       | Nicolas Dalla Valle (ITA) | 76.                      |
| 52                       | Iuri Filosi (ITA)         | 34.                      |
| 53                       | Filippo Fiorelli (ITA)    |                          |
| 54                       | Fabio Mazzucco (ITA)      | 139.                     |
| 55                       | Matteo Pelucchi (ITA)     | DNF                      |
| 56                       | Alessandro Pessot (ITA)   | 126.                     |
| 57                       | Alessandro Tonelli (ITA)  | 97.                      |

| Bora-Hansgrohe BOH | Bora-Hansgrohe BOH        | Bora-Hansgrohe BOH |
| ------------------ | ------------------------- | ------------------ |
| Nr.                | Rytter                    | Placering          |
| 61                 | Peter Sagan (SVK)         | 4.                 |
| 62                 | Cesare Benedetti (ITA)    | 117.               |
| 63                 | Marcus Burghardt (GER)    | 123.               |
| 64                 | Oscar Gatto (ITA)         | 122.               |
| 65                 | Gregor Mühlberger (AUT)   | 64.                |
| 66                 | Daniel Oss (ITA)          | 29.                |
| 67                 | Andreas Schillinger (GER) | 73.                |

| CCC Team CCC | CCC Team CCC               | CCC Team CCC |
| ------------ | -------------------------- | ------------ |
| Nr.          | Rytter                     | Placering    |
| 71           | Jakub Mareczko (ITA)       | 110.         |
| 72           | Alessandro De Marchi (ITA) | 121.         |
| 73           | Pavel Kotjetkov (RUS)      | 104.         |
| 74           | Michael Schär (SUI)        |              |
| 75           | Gijs Van Hoecke (BEL)      | 136.         |
| 76           | Nathan Van Hooydonck (BEL) | 55.          |
| 77           | Francisco Ventoso (ESP)    | 84.          |

| Circus-Wanty Gobert CWG | Circus-Wanty Gobert CWG    | Circus-Wanty Gobert CWG |
| ----------------------- | -------------------------- | ----------------------- |
| Nr.                     | Rytter                     | Placering               |
| 81                      | Danny van Poppel (NED)     | 5.                      |
| 82                      | Jan Bakelants (BEL)        | 130.                    |
| 83                      | Alfdan De Decker (BEL)     | 107.                    |
| 84                      | Jasper De Plus (BEL)       | 101.                    |
| 85                      | Timothy Dupont (BEL)       | 142.                    |
| 86                      | Boy van Poppel (NED)       | 31.                     |
| 87                      | Pieter Vanspeybrouck (BEL) | 18.                     |

| Deceuninck-Quick Step DQT | Deceuninck-Quick Step DQT       | Deceuninck-Quick Step DQT |
| ------------------------- | ------------------------------- | ------------------------- |
| Nr.                       | Rytter                          | Placering                 |
| 91                        | Sam Bennett (IRL)               | 19.                       |
| 92                        | Shane Archbold (NZL) (landevej) | 45.                       |
| 93                        | Tim Declercq (BEL)              | 92.                       |
| 94                        | Ian Garrison (USA)              | 88.                       |
| 95                        | Mikkel Honoré (DEN)             | 22.                       |
| 96                        | Yves Lampaert (BEL)             | DNF                       |
| 97                        | Michael Mørkøv (DEN) (landevej) | 78.                       |

| Gazprom-RusVelo GAZ | Gazprom-RusVelo GAZ   | Gazprom-RusVelo GAZ |
| ------------------- | --------------------- | ------------------- |
| Nr.                 | Rytter                | Placering           |
| 101                 | Igor Bojev (RUS)      | 141.                |
| 102                 | Marco Canola (ITA)    | 106.                |
| 103                 | Damiano Cima (ITA)    | 54.                 |
| 104                 | Imerio Cima (ITA)     | 81.                 |
| 105                 | Stepan Kurianov (RUS) | 66.                 |
| 106                 | Anton Kuzmin (KAZ)    | DNS                 |
| 107                 | Simone Velasco (ITA)  | 105.                |

| Groupama-FDJ GFC | Groupama-FDJ GFC          | Groupama-FDJ GFC |
| ---------------- | ------------------------- | ---------------- |
| Nr.              | Rytter                    | Placering        |
| 111              | Arnaud Démare (FRA)       | 1.               |
| 112              | Clément Davy (FRA)        | 146.             |
| 113              | Kevin Geniets (LUX)       | 137.             |
| 114              | Jacopo Guarnieri (ITA)    | 23.              |
| 115              | Ignatas Konovalovas (LTU) | 138.             |
| 116              | Miles Scotson (AUS)       | 40.              |
| 117              | Ramon Sinkeldam (NED)     | 30.              |

| Israel Start-Up Nation ISN | Israel Start-Up Nation ISN | Israel Start-Up Nation ISN |
| -------------------------- | -------------------------- | -------------------------- |
| Nr.                        | Rytter                     | Placering                  |
| 121                        | Guillaume Boivin (CAN)     | 140.                       |
| 122                        | Davide Cimolai (ITA)       | 14.                        |
| 123                        | Alex Dowsett (GBR)         | 61.                        |
| 124                        | Omer Goldstein (ISR)       | 90.                        |
| 125                        | Reto Hollenstein (SUI)     | 36.                        |
| 126                        | Guy Sagiv (ISR) (landevej) |                            |
| 127                        | Rick Zabel (GER)           | 27.                        |

| Lotto-Soudal LTS | Lotto-Soudal LTS         | Lotto-Soudal LTS |
| ---------------- | ------------------------ | ---------------- |
| Nr.              | Rytter                   | Placering        |
| 131              | Caleb Ewan (AUS)         | 2.               |
| 132              | Jasper De Buyst (BEL)    | 41.              |
| 133              | Frederik Frison (BEL)    | 135.             |
| 134              | Philippe Gilbert (BEL)   | 72.              |
| 135              | Florian Vermeersch (BEL) | 112.             |
| 136              | Nikolas Maes (BEL)       | 79.              |
| 137              | Tosh Van der Sande (BEL) | 49.              |

| Mitchelton-Scott MTS | Mitchelton-Scott MTS           | Mitchelton-Scott MTS |
| -------------------- | ------------------------------ | -------------------- |
| Nr.                  | Rytter                         | Placering            |
| 141                  | Michael Albasini (SUI)         | 86.                  |
| 142                  | Alexander Edmondson (AUS)      | 131.                 |
| 143                  | Tsgabu Grmay (ETH)             | 67.                  |
| 144                  | Alexander Konysjev (ITA)       | 17.                  |
| 145                  | Cameron Meyer (AUS) (landevej) | 89.                  |
| 147                  | Dion Smith (NZL)               | 9.                   |

| Movistar Team MOV | Movistar Team MOV       | Movistar Team MOV |
| ----------------- | ----------------------- | ----------------- |
| Nr.               | Rytter                  | Placering         |
| 151               | Dario Cataldo (ITA)     | 77.               |
| 152               | Gabriel Cullaigh (GBR)  | 70.               |
| 153               | Juri Hollmann (GER)     | 57.               |
| 154               | Mathias Norsgaard (DEN) | 82.               |
| 155               | Einer Rubio (COL)       | 65.               |
| 156               | Eduardo Sepúlveda (ARG) |                   |
| 157               | Davide Villella (ITA)   | 129.              |

| Italien ITA | Italien ITA        | Italien ITA |
| ----------- | ------------------ | ----------- |
| Nr.         | Rytter             | Placering   |
| 161         | Giovanni Aleotti   | 58.         |
| 162         | Kevin Colleoni     | 75.         |
| 163         | Filippo Conca      | 56.         |
| 164         | Michele Gazzoli    | 37.         |
| 165         | Martin Marcellusi  | 21.         |
| 166         | Leonardo Marchiori | 39.         |
| 167         | Samuele Rivi       | 134.        |

| Team Ineos INS | Team Ineos INS            | Team Ineos INS |
| -------------- | ------------------------- | -------------- |
| Nr.            | Rytter                    | Placering      |
| 171            | Leonardo Basso (ITA)      | 47.            |
| 172            | Filippo Ganna (ITA)       | 25.            |
| 173            | Ethan Hayter (GBR)        | 144.           |
| 174            | Christian Knees (GER)     | 33.            |
| 175            | Christopher Lawless (GBR) |                |
| 176            | Gianni Moscon (ITA)       |                |
| 177            | Jhonatan Narváez (ECU)    | 74.            |

| Jumbo-Visma TJV | Jumbo-Visma TJV                        | Jumbo-Visma TJV |
| --------------- | -------------------------------------- | --------------- |
| Nr.             | Rytter                                 | Placering       |
| 181             | Wout van Aert (BEL)                    | 3.              |
| 182             | Amund Grøndahl Jansen (NOR) (landevej) | 48.             |
| 183             | Bert-Jan Lindeman (NED)                | 109.            |
| 184             | Paul Martens (GER)                     | 108.            |
| 185             | Timo Roosen (NED)                      | 42.             |
| 186             | Antwan Tolhoek (NED)                   | 128.            |

| Trek-Segafredo TFS | Trek-Segafredo TFS       | Trek-Segafredo TFS |
| ------------------ | ------------------------ | ------------------ |
| Nr.                | Rytter                   | Placering          |
| 191                | Matteo Moschetti (ITA)   | 102.               |
| 192                | Gianluca Brambilla (ITA) | 99.                |
| 193                | Nicola Conci (ITA)       | 111.               |
| 194                | Koen de Kort (NED)       | 98.                |
| 195                | Jacopo Mosca (ITA)       | 24.                |
| 196                | Antonio Nibali (ITA)     | 103.               |
| 197                | Vincenzo Nibali (ITA)    | 26.                |

| UAE Team Emirates UAD | UAE Team Emirates UAD                | UAE Team Emirates UAD |
| --------------------- | ------------------------------------ | --------------------- |
| Nr.                   | Rytter                               | Placering             |
| 201                   | Fernando Gaviria (COL)               | 7.                    |
| 202                   | Tom Bohli (SUI)                      | 145.                  |
| 203                   | Sven Erik Bystrøm (NOR)              |                       |
| 204                   | Alexander Kristoff (NOR)             | 68.                   |
| 205                   | Marco Marcato (ITA)                  | 32.                   |
| 206                   | Maximiliano Richeze (ARG) (landevej) | 28.                   |
| 207                   | Oliviero Troia (ITA)                 | 46.                   |

| Vini Zabù-KTM THR | Vini Zabù-KTM THR       | Vini Zabù-KTM THR |
| ----------------- | ----------------------- | ----------------- |
| Nr.               | Rytter                  | Placering         |
| 211               | Giovanni Visconti (ITA) | 53.               |
| 212               | Lorenzo Fortunato (ITA) | 85.               |
| 213               | Marco Frapporti (ITA)   | 50.               |
| 214               | Andrea Garosio (ITA)    | 96.               |
| 215               | Alessandro Iacchi (ITA) | 87.               |
| 216               | Umberto Marengo (ITA)   | 16.               |
| 217               | Lorenzo Rota (ITA)      | 127.              |